# Liste der Bischöfe von Glandèves
Die folgenden Personen waren Bischöfe von Glandèves (Frankreich):
- Fraterne 451
- Claude 541
- Basile 549,554
- Promotus 573
- Agrèce 585–588
- Guy (Hugo) 975 oder 991–1012
- Pons I. 1020 oder 1029–1056 oder 1057
- Pons II. D’Aicard 1091, 1095
- Peter I. 1095–1103?
- Hubert 1108, 1146
- Isnard I. 1149, 1165
- Raimond 1179
- Isnard Grimaldi 1190
- Peter II. 1213–1225
- P. (Peter oder Pons) 1238–1245
- Manuel 1246, 1253
- Bonifatius? 1289, 1290
- Wilhelm 1294–1308
- Anselm Féraud de Glandèves 1309 oder 1316–1327 oder 1328
- Jacques de Moustiers 1328 oder 1329–1340 oder 1345
- Hugues 1345
- Bernard 1353–1365
- Elzéar D’Albe 1365–1367
- Bertrand Lagier (Latgier) 1368–1372 oder 1378
- Jean I. 1372 oder 1375–1391 oder 1402
- Herminc de Viscarustède 1391 bis ca. 1404
- Johann Bonifatius I. 1404 oder 1405–1415 oder 1426
- Louis de Glandèves 1415–1420
- Paul du Caire 1420–1424 oder 1427–1446
- Johann Bonifatius II. 1425 bis ca. 1445
- Pierre Marini 1447–1465 oder 1445–1457
- Marin 1457 bis ca. 1467
- Jean Inguimbert de Montigny 1468–1469
- Mariano de Latvo 1470–1494 oder 1469–1492
- Christophe de Latvo 1493–1509
- Symphorien Bullioud 1509–1520
- Philippe du Terrail 1520–1532
- Jacques du Terrail 1532–1535
- Louis de Charny 1535–1539
- Imbert Isserand 1539–1548
- Martin Bachet 1550 bis ca. 1555 oder 1564–1572
- Aimar de Maugiron 1548–1564 oder 1557–1564
- Hugolin Martelli 1572 bis ca. 1592
- Clément Isnard 1593–1604 oder 1612
- Octave Isnard 1605 oder 1612–1625
- René Leclerc 1627–1651
- François Faure 1651–1652 oder 1654
- Jean-Dominique Ithier 1654–1672
- Léon Bacoué 1672–1685
- François Verjus 1685–1686
- Charles de Villeneuve de Vence 1686–1702
- César de Sabran 1702–1720
- Dominique-Laurent de Balbe de Berton de Crillon 1721–1747
- André-Dominique-Jean-Baptiste de Castellane 1748–1751
- Jean-Baptiste de Belloy 1751–1755 (dann Bischof von Marseille)
- Gaspard de Tressemanes de Brunet 1755–1771
- Henri Hachette des Portes 1771–1798